# Gänsbrunnen
Gänsbrunnen, appelée en français Saint-Joseph, est une ancienne commune et une localité de la commune de Welschenrohr-Gänsbrunnen, située dans le district soleurois de Thal, en Suisse.
Le 1er janvier 2021, la commune a fusionnée avec Welschenrohr pour former la commune de Welschenrohr-Gänsbrunnen.